# Dominik Landertinger
Dominik Landertinger (Braunau am Inn, 13 marzo 1988) è un ex sciatore nordico austriaco attivo sia nello sci di fondo sia nel biathlon, specialità nella quale ha colto i maggiori successi.

## Biografia
Landertinger vive a Hochfilzen e ha studiato presso il Reinhard Gösweiner per la formazione di atleti a Hochfilzen dal 1998 al 2003. A livello juniores è stato un buon atleta e ha ottenuto buoni risultati ai Campionati juniores di biathlon nel 2006 e nel 2007, vincendo un oro nella staffetta della Val Martello, oltre a due argenti e un bronzo.
Ha debuttato in Coppa del Mondo di biathlon a Pokljuka nella stagione 2007, nell'individuale, andando subito a punti con un 18º posto, seguito dal 12° nello sprint e il primo podio nella staffetta. Sempre in staffetta sono arrivati i due podi successivi, con la prima vittoria a Oberhof nel 2009.
Dopo aver impressionato subito molte persone per le grandi doti e un'ottima costanza di rendimento, ai Mondiali coreani del 2009 ha meravigliato tutti nella gara con partenza in linea, battendo soprattutto nell'ultimo giro Ole Einar Bjørndalen; il giorno dopo ha ottenuto anche l'argento nella staffetta con Daniel Mesotitsch, Simon Eder e Christoph Sumann, vinta dalla Norvegia.
Sempre nella stagione 2008-2009 ha vinto la Coppa di specialità nelle partenza in linea, dominata dagli austriaci (tre nei primi quattro), e ha chiuso 11° nella classifica generale. Nella stagione seguente, ai XXI Giochi olimpici invernali di Vancouver 2010, ha vinto l'argento nella staffetta 4 × 7,5 km.
Ai XXII Giochi olimpici invernali di Soči 2014 ha nuovamente vinto la medaglia d'argento nella sprint, oltre al bronzo nella staffetta; si è classificato 5° nell'individuale, 10° nell'inseguimento e 7° nella partenza in linea, mentre ai Mondiali di Kontiolahti 2015 è stato 39º nella sprint, 15º nell'inseguimento, 24º nella partenza in linea, 28º nell'individuale e 5º nella staffetta e a quelli di Oslo Holmenkollen 2016 ha vinto la medaglia d'argento nell'individuale. Ai Mondiali di Hochfilzen 2017, ha vinto la medaglia di bronzo nella staffetta. Ai XXIII Giochi olimpici invernali di Pyeongchang 2018 ha vinto la medaglia di bronzo nell'individuale e si è classificato 25º nella sprint, 26º nell'inseguimento, 12º nella partenza in linea e 4º nella staffetta.
Accanto al biathlon ha praticato anche lo sci di fondo, a livello nazionale e - sporadicamente - internazionale; in Coppa del Mondo di sci di fondo ha esordito il 25 novembre 2011 a Kuusamo (117°).
Ha annunciato il ritiro al termine della stagione 2019-2020.

## Palmarès

### Biathlon

#### Olimpiadi
- 4 medaglie:
  - 2 argenti (staffetta[2] a Vancouver 2010; sprint a Soči 2014)
  - 2 bronzi (staffetta a Soči 2014; individuale a Pyeongchang 2018)

#### Mondiali
- 4 medaglie:
  - 1 oro (partenza in linea[2] a Pyeongchang 2009)
  - 2 argenti (staffetta[2] a Pyeongchang 2009, individuale[2] a Oslo Holmenkollen 2016)
  - 2 bronzi (staffetta[2] a Hochfilzen 2017; individuale[2] ad Anterselva 2020)

#### Mondiali juniores
- 4 medaglie:
  - 1 oro (staffetta a Val Martello 2007)
  - 2 argenti (staffetta a Presque Isle 2006; sprint a Val Martello 2007)
  - 1 bronzo (individuale a Presque Isle 2006)

#### Coppa del Mondo
- Miglior piazzamento in classifica generale: 3º nel 2013
- Vincitore della Coppa del Mondo di partenza in linea nel 2009
- 32 podi (13 individuali, 19 a squadre), oltre a quelli conquistati in sede olimpica e iridata e validi anche ai fini della Coppa del Mondo:
  - 4 vittorie (1 individuale, 3 a squadre)
  - 14 secondi posti (9 individuali, 5 a squadre)
  - 14 terzi posti (3 individuali, 11 a squadre)

##### Coppa del Mondo - vittorie
| Data             | Località        | Nazione  | Spec.                                                           |
| ---------------- | --------------- | -------- | --------------------------------------------------------------- |
| 8 gennaio 2009   | Oberhof         | Germania | RL (con Daniel Mesotitsch, Friedrich Pinter e Christoph Sumann) |
| 13 dicembre 2009 | Hochfilzen      | Austria  | RL (con Simon Eder, Daniel Mesotitsch e Christoph Sumann)       |
| 27 marzo 2010    | Chanty-Mansijsk | Russia   | MS                                                              |
| 9 gennaio 2014   | Ruhpolding      | Germania | RL (con Christoph Sumann, Daniel Mesotitsch e Simon Eder)       |

Legenda:

MS = partenza in linea

RL = staffetta

#### Campionati austriaci
- 6 medaglie[3]:
  - 1 oro (individuale skiroll nel 2013)
  - 4 argenti (10 km sprint, inseguimento nel 2010; 9,9 km sprint nel 2012; staffetta nel 2013)
  - 1 bronzo (20 km skiroll nel 2012)

### Sci di fondo

#### Campionati austriaci
- 2 medaglie[3]:
  - 1 oro (30 km TL partenza in linea nel 2012)
  - 1 argento (30 km TL nel 2008)